# Грабарівська сільська рада (Пирятинський район)
Грабарівська сільська рада — адміністративно-територіальна одиниця у Пирятинському районі Полтавської області з центром у c. Грабарівка.
Населення — 630 осіб.

## Населені пункти
Сільраді були підпорядковані населені пункти:
- c. Грабарівка

## Географія
Територією сільради протіка річка Перевод.

## Населення
Згідно з переписом УРСР 1989 року чисельність наявного населення сільської ради становила 1225 осіб, з яких 443 чоловіки та 782 жінки.
За переписом населення України 2001 року в сільській раді мешкало 625 осіб.

### Мова
Розподіл населення за рідною мовою за даними перепису 2001 року:
| Мова       | Відсоток |
| ---------- | -------- |
| українська | 98,10 %  |
| російська  | 1,75 %   |
| молдовська | 0,16 %   |